# Pougues-les-Eaux
Pougues-les-Eaux est une commune française, située dans le département de la Nièvre en région Bourgogne-Franche-Comté. La commune de Pougues-les-Eaux est labellisée Village étape depuis 2008.

## Géographie
Au fond d'une petite plaine, accolée au flanc du Mont-Givre, la commune est arrosée par trois ruisseaux : le Ru d'Eau, le ruisseau de Mardeloup et la Pisserotte. C'est une ville résidentielle au milieu de plusieurs parcs.
Située à 11 kilomètres au nord de Nevers, sur la route nationale 7, elle est contournée récemment par l'est par l'autoroute A77. Certains trains de la ligne Paris - Clermont-Ferrand s'arrêtent à la gare de Pougues-les-Eaux.

### Communes limitrophes
Les communes limitrophes sont Chaulgnes, Garchizy, Germigny-sur-Loire, Parigny-les-Vaux et Varennes-Vauzelles.

### Climat
Pour des articles plus généraux, voir Climat de la Bourgogne-Franche-Comté et Climat de la Nièvre.
En 2010, le climat de la commune est de type climat océanique dégradé des plaines du Centre et du Nord, selon une étude du Centre national de la recherche scientifique s'appuyant sur une série de données couvrant la période 1971-2000. En 2020, Météo-France publie une typologie des climats de la France métropolitaine dans laquelle la commune est exposée à un climat océanique altéré et est dans la région climatique  Centre et contreforts nord du Massif Central, caractérisée par un air sec en été et un bon ensoleillement.
Pour la période 1971-2000, la température annuelle moyenne est de 11,2 °C, avec une amplitude thermique annuelle de 16,1 °C. Le cumul annuel moyen de précipitations est de 886 mm, avec 11,7 jours de précipitations en janvier et 7,8 jours en juillet. Pour la période 1991-2020, la température moyenne annuelle observée sur la station météorologique de Météo-France la plus proche, « Guerigny », sur la commune de Guérigny à 7 km à vol d'oiseau, est de 11,7 °C et le cumul annuel moyen de précipitations est de 910,8 mm. 
La température maximale relevée sur cette station est de 42,5 °C, atteinte le 9 août 2003 ; la température minimale est de −14,1 °C, atteinte le 9 février 2012,,.
Les paramètres climatiques de la commune ont été estimés pour le milieu du siècle (2041-2070) selon différents scénarios d'émission de gaz à effet de serre à partir des nouvelles projections climatiques de référence DRIAS-2020. Ils sont consultables sur un site dédié publié par Météo-France en novembre 2022.

## Urbanisme

### Typologie
Au 1er janvier 2024, Pougues-les-Eaux est catégorisée bourg rural, selon la nouvelle grille communale de densité à sept niveaux définie par l'Insee en 2022.
Elle appartient à l'unité urbaine de Pougues-les-Eaux, une unité urbaine monocommunale constituant une ville isolée,. Par ailleurs la commune fait partie de l'aire d'attraction de Nevers, dont elle est une commune de la couronne,. Cette aire, qui regroupe 93 communes, est catégorisée dans les aires de 50 000 à moins de 200 000 habitants,.

### Occupation des sols
L'occupation des sols de la commune, telle qu'elle ressort de la base de données européenne d’occupation biophysique des sols Corine Land Cover (CLC), est marquée par l'importance des territoires agricoles (77,3 % en 2018), en diminution par rapport à 1990 (80,5 %). La répartition détaillée en 2018 est la suivante : prairies (49,1 %), terres arables (27,1 %), zones urbanisées (11,5 %), forêts (9,1 %), zones industrielles ou commerciales et réseaux de communication (2,2 %), zones agricoles hétérogènes (1 %). L'évolution de l’occupation des sols de la commune et de ses infrastructures peut être observée sur les différentes représentations cartographiques du territoire : la carte de Cassini (XVIIIe siècle), la carte d'état-major (1820-1866) et les cartes ou photos aériennes de l'IGN pour la période actuelle (1950 à aujourd'hui).

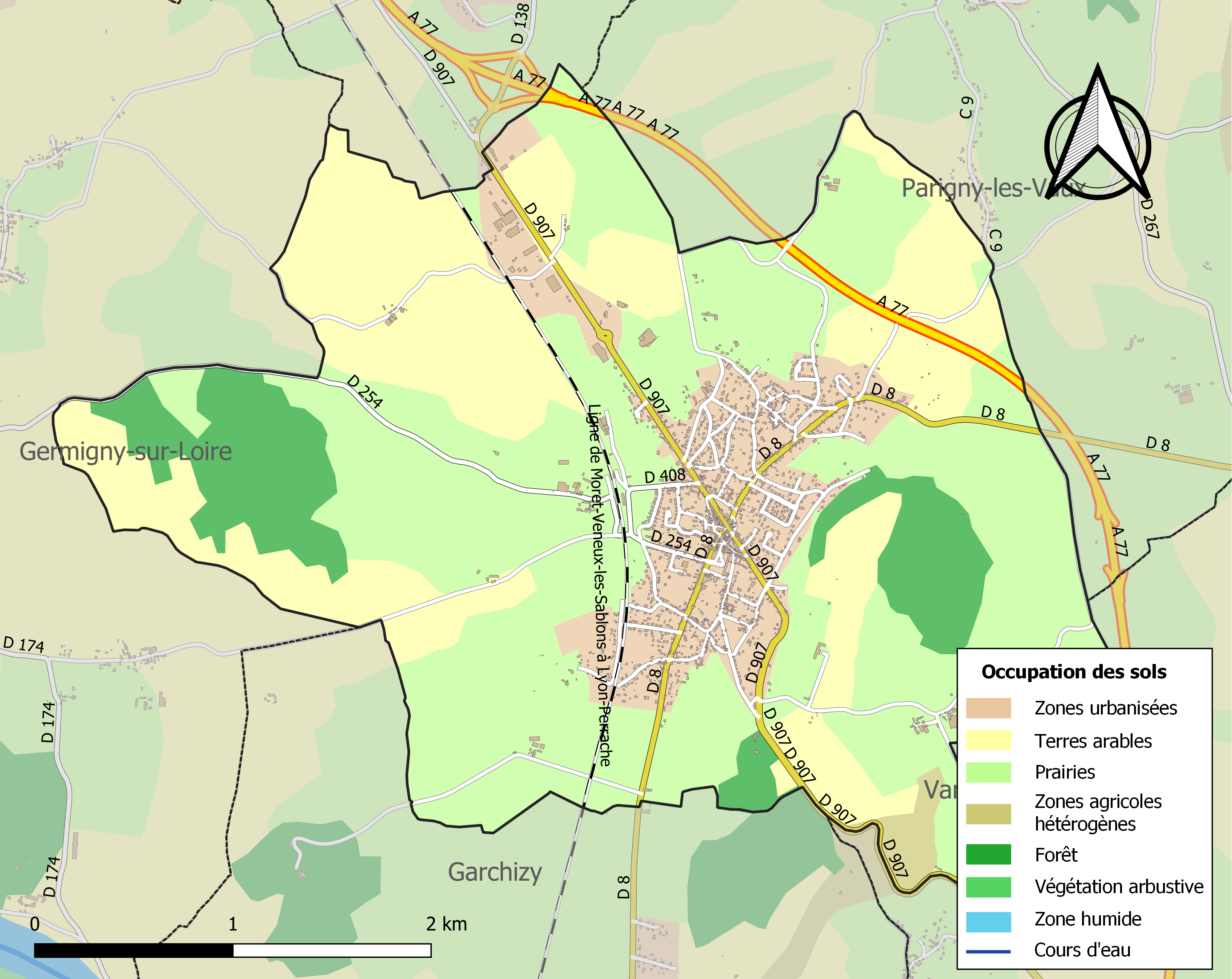
Carte des infrastructures et de l'occupation des sols de la commune en 2018 (CLC).

## Histoire
L'origine du nom est hypothétique : Pogua (1287), Pouget (1355) ou Pogues (1370). Le site de Pougues est occupé depuis très longtemps. Une nécropole de l'âge du bronze a été découverte vers 1870.
Jusqu'au XIe siècle, la ville possède peu d'importance. La paroisse est créée en 1061 par Hugues II, évêque de Nevers. À mi-chemin de Nevers et la Charité-sur-Loire, la ville a souffert du contre-coup des événements ayant lieu dans ces deux villes. Pendant la guerre de Cent Ans (XIVe et XVe siècles), Pougues a plus souffert de la rivalité entre les maisons de France et de Bourgogne que des Anglais eux-mêmes.
Son casino faisait déjà parler de lui au temps de Louis XIV. Exploité par le groupe Tranchant, il a quitté le parc thermal le 15 mars 2006 pour un bâtiment beaucoup plus moderne abritant notamment un planétarium de 15 mètres de diamètre, qui n'est plus en service.
L'histoire de la ville demeure principalement bercée par la présence du thermalisme. Agrippa d'Aubigné s'en fait l'écho dans La Confession catholique du sieur de Sancy (I, 6) : « si les Heretiques eussent eu l’esprit de convertir en miracles les guerisons qui se font aux eaux chaudes, ils auroient beau jeu, et nos gens ont donné habilement des noms de Saincts aux fontaines de Pougues  et par tout ailleurs establi de bons miracles naturels [...]. ».
Longtemps ville de retraités, elle a perdu sa fonction thermale depuis 1971. L'embouteillage de l'eau a toutefois perduré jusqu'en 1975. L'usine d'embouteillage, d'où l'on expédia 2 733 000 bouteilles en 1930, abrite aujourd'hui l'espace d'exposition du Centre d'art contemporain du parc Saint-Léger et la gentilhommière en accueille l'administration.
Le créateur de la franchise Père Castor, Paul Faucher, a vécu une grande partie de sa vie à Pougues-les-Eaux, donnant son nom et celui de son épouse à la bibliothèque locale.
Depuis, il existe une nouvelle source ayant obtenu en 1999 une autorisation d'exploitation. Son propriétaire, le conseil général de la Nièvre, n'arrive cependant pas à trouver un repreneur.
La ville a par ailleurs accueilli un temps un centre de diabétologie sur les hauteurs du Mont-Givre, puis les bâtiments ont ensuite servi d'annexe au centre de gériatrie de l'hôpital de Nevers. Ils sont aujourd'hui abandonnés et condamnés.
Aujourd'hui elle reste une ville résidentielle vouée au tourisme de week-end et de proximité. Elle a obtenu le label « Village étape », garantissant aux touristes de passage la présence d'un office de tourisme et de toutes les commodités et services de proximité.
Cette bourgade est parsemée d’édifices rappelant son histoire liée aux Rois qui se réjouissaient des thermes, telle que l’ancienne résidence de Jean Pidoux, grand-père paternel du fameux fabuliste Jean de la Fontaine, mais aussi médecin de Henri IV qui trouva alors certains bienfaits venant de ces sources. Le Roi Soleil possédait également une demeure dans ces lieux, ce qui donna un nouveau souffle à la commune qui basait alors son commerce sur l’accueil et le bien-être des touristes venant jouir des thermes.

## Politique et administration

### Liste des maires
| Période                                  | Période      | Identité                 | Étiquette      | Qualité                            |
| ---------------------------------------- | ------------ | ------------------------ | -------------- | ---------------------------------- |
| Mai 1888                                 | Octobre 1916 | Maurice de La Fargue     |                |                                    |
| Décembre 1919                            | Mai 1925     | Alfred Massé             |                | Homme Politique                    |
| Mars 1971                                | Mars 1977    | René Siméon              |                |                                    |
| Mars 1977                                | Octobre 1979 | Jean Pinet des Ecots     |                |                                    |
| Octobre 1979                             | Mars 1989    | René Jacquet             |                |                                    |
| Mars 1989                                | Juin 1995    | Raymond Peignot          |                |                                    |
| Juin 1995                                | Mars 2008    | Jeannine Neveu Bérégovoy | PS             |                                    |
| Mars 2008                                | Juin 2020    | Mauricette Maitre        | DVG            | Retraitée de l'Éducation nationale |
| Juin 2020                                | Mars 2026    | Sylvie Cantrel           | Sans Etiquette |                                    |
| Les données manquantes sont à compléter. |              |                          |                |                                    |

### Jumelages
- Bassenheim[15]

## Population et société

### Démographie
L'évolution du nombre d'habitants est connue à travers les recensements de la population effectués dans la commune depuis 1793. Pour les communes de moins de 10 000 habitants, une enquête de recensement portant sur toute la population est réalisée tous les cinq ans, les populations de référence des années intermédiaires étant quant à elles estimées par interpolation ou extrapolation. Pour la commune, le premier recensement exhaustif entrant dans le cadre du nouveau dispositif a été réalisé en 2007.

En 2022, la commune comptait 2 388 habitants, en évolution de −0,71 % par rapport à 2016 (Nièvre : −3,28 %, France hors Mayotte : +2,11 %).
| 1793 | 1800 | 1806 | 1821  | 1831  | 1836  | 1841  | 1846  | 1851  |
| ---- | ---- | ---- | ----- | ----- | ----- | ----- | ----- | ----- |
| 912  | 824  | 940  | 1 100 | 1 161 | 1 163 | 1 178 | 1 287 | 1 338 |

| 1856  | 1861  | 1866  | 1872  | 1876  | 1881  | 1886  | 1891  | 1896  |
| ----- | ----- | ----- | ----- | ----- | ----- | ----- | ----- | ----- |
| 1 321 | 1 434 | 1 362 | 1 386 | 1 319 | 1 448 | 1 564 | 1 630 | 1 562 |

| 1901  | 1906  | 1911  | 1921  | 1926  | 1931  | 1936  | 1946  | 1954  |
| ----- | ----- | ----- | ----- | ----- | ----- | ----- | ----- | ----- |
| 1 600 | 1 616 | 1 574 | 1 506 | 1 510 | 1 517 | 1 418 | 1 669 | 1 640 |

| 1962  | 1968  | 1975  | 1982  | 1990  | 1999  | 2006  | 2007  | 2012  |
| ----- | ----- | ----- | ----- | ----- | ----- | ----- | ----- | ----- |
| 1 733 | 1 803 | 2 014 | 2 260 | 2 358 | 2 493 | 2 510 | 2 509 | 2 398 |

| 2017  | 2022  | - | - | - | - | - | - | - |
| ----- | ----- | - | - | - | - | - | - | - |
| 2 388 | 2 388 | - | - | - | - | - | - | - |

### Enseignement
- École maternelle publique de Pougues-Les-Eaux[20].
- École primaire élémentaire publique de Pougues-les-Eaux[20] dépendant de l'inspection académique de la Nièvre. Comptant en moyenne 150 élèves évoluant des classes de CP à CM2.

### Sports
- l'A.S.C. POUGUOISE, club de football à 11 évoluant en Départemental 1. Le club joue ses rencontres au Stade des Chanternes[21].

### Cultes
- La commune dispose de l'Eglise Saint-Léger qui est un édifice religieux de confession catholique.

## Économie

### Entreprises et commerces

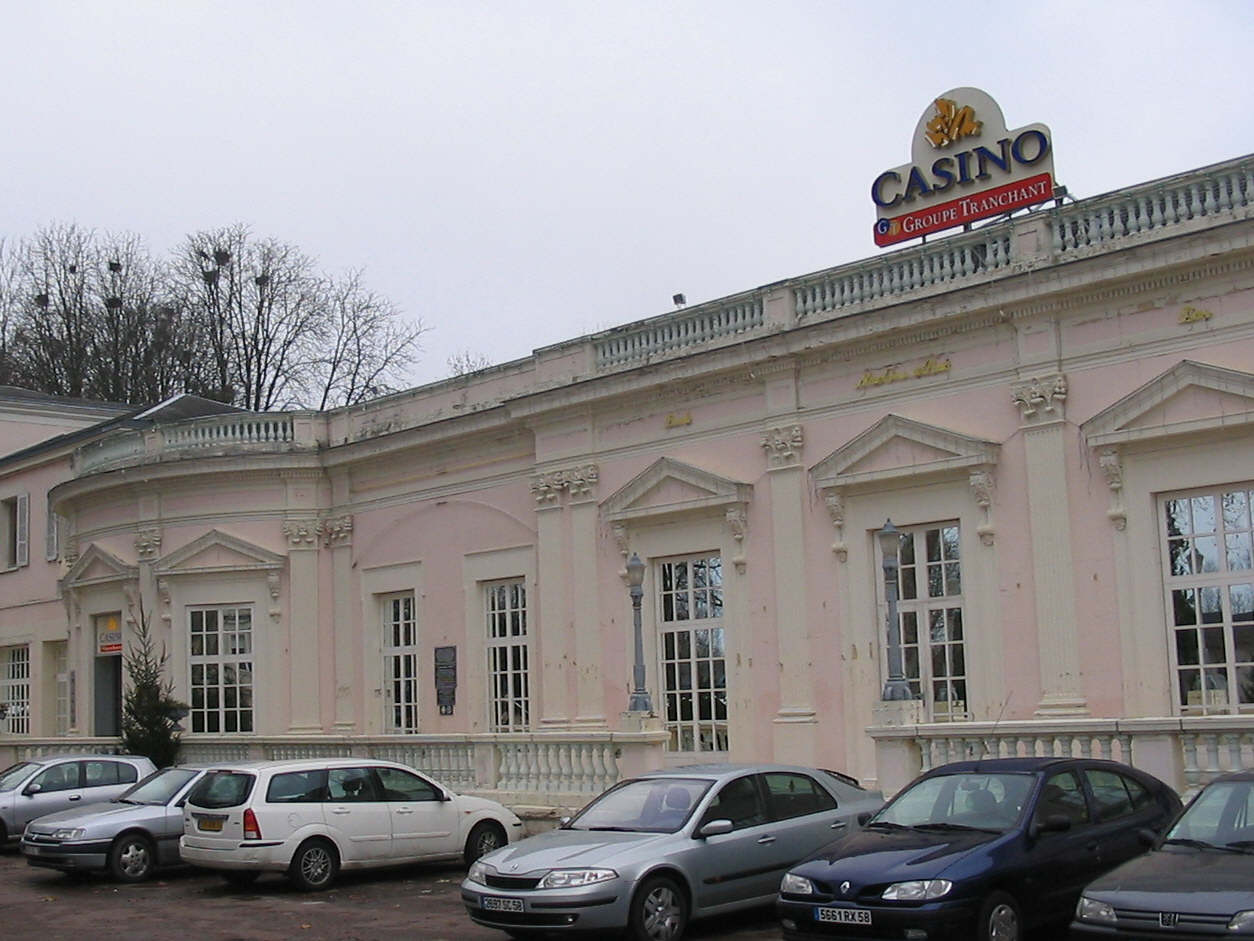
Le casino.

- Casino de Pougues-Les-Eaux

#### Commerces en 2012
- 2 librairies
- 1 boulangerie
- 1 quincaillerie
- 1 fleuriste
- 1 magasin d'articles de sports
- 1 supérette
- 1 supermarché
- 1 épicerie
- 1 boucherie
- 1 vétérinaire

## Culture locale et patrimoine

### Labels
- Ville fleurie **

### Lieux et monuments
- Église Saint-Léger des sources.
- Casino des sources Saint-Léger.
- Musée des sources.
- Centre d'art contemporain du parc Saint-Léger.

### Personnalités liées à la commune
- Jean Pidoux (1550-1610), auteur du traité intitulé La vertu et usage des Fontaines de Pougues et administration de la douche, paru en 1597
- Noël Joseph Clément (1757-1828), militaire et homme politique, décédé à Pougues-les-Eaux.
- Le journaliste royaliste Maurice de La Fargue (1853-1916) a été maire de Pougues-les-Eaux en 1888-1889.
- Alfred Massé (1870-1951), homme politique, est né et mort à Pougues-les-Eaux.
- Charles Ledoux (1892-1967), célèbre boxeur, est né à Pougues-les-Eaux.
- L'éditeur Paul Faucher (1898-1967), fondateur des « Albums du Père Castor », est né à Pougues-les-Eaux.
- Jean Laudet champion olympique C2 à Helsinki en 1952 et antiquaire à Pougues-les-Eaux pendant 40 ans.

### Héraldique
| Blason de Pougues-les-Eaux | Blason  | De sinople à la fontaine d'azur* jaillissante d'argent, rayonnante d'or, au chef cousu aussi d'azur chargé de trois fleurs de lys aussi d'or.                           |
| Blason de Pougues-les-Eaux | Détails | * Il y a là non-respect de la règle de contrariété des couleurs : ces armes sont fautives (fontaine azur sur sinople). Le statut officiel du blason reste à déterminer. |